# Sonic the Hedgehog (відеогра, 2006)
Sonic the Hedgehog (яп. ソニック・ザ・ヘッジホッグ, Сонікку дза Хедзіхоґґу, укр. «Їжак Сонік»), також відома як Sonic 2006 і Sonic Next-Gen  — відеогра у жанрі платформер, який входить до серії Sonic the Hedgehog, розроблена Sonic Team та видана компанією Sega для консолей PlayStation 3 та Xbox 360 восени 2006 року. У 2009 році проєкт був перевиданий у сервісі Xbox Live, але пізніше був звідти вилучений.
Sonic the Hedgehog — перший проєкт франшизи, виданий для консолей сьомого покоління. Дія гри відбувається у світі, схожому на Землю. Сюжет присвячений їжакам Соніку, Шедоу та Сільверу, яких об'єднує одна мета — врятувати планету від монстра, на ім'я Соляріс. Sonic the Hedgehog є тривимірним платформером. Геймплей розділений на дві частини: основну, де гравець проходить рівні, і відкритий світ, яким можна вільно переміщатися.
Гра присвячена 15-річчю виходу першої гри Sonic the Hedgehog. Проєкт було анонсовано у травні 2005 року на виставці Electronic Entertainment Expo. Студія планувала випустити платформер на Wii та Windows, але їхній реліз так і не відбувся. Під час розробки команда наразилася на труднощі, і з боку видавництва Sega на неї чинився великий тиск. Після виходу гра була негативно оцінена ігровою пресою, що розкритикувала її за численні недоробки та невиразне управління.

## Ігровий процес

Сонік на рівні «Kingdom Valley». Саме ця зона найчастіше демонструвалася на різних виставках та заходах

Sonic the Hedgehog є тривимірним платформером з елементами action-adventure. Гра ділиться на дві складові: «Action Stages» (екшен-етапи) та «Town Stages» (міські рівні). Сюжет поділений на три частини, присвячені Соніку, Шедоу і Сільверу. Ігровий процес залежить від обраного персонажа. Сонік проходить рівні, де спочатку відбувається звичайний біг з елементами бою, потім — спринт. В окремих епізодах синьому їжаку доводиться рятувати принцесу Еліс. Рівні Шедоу подібні до рівнів Соніка, але без спринту. Деякі акти можна проходити за допомогою транспортних засобів. Геймплей Сільвера включає використання телекінезу, щоб брати об'єкти й кидати їх у бік ворога, і левітації в повітрі протягом певного часу. В окремих випадках гравець контролює своїх напарників, які допомагають головним героям у вирішенні тих чи інших завдань. Після завершення всіх трьох історій відкривається остання сюжетна лінія.
«Action Stage» є звичайним проходження рівнів. Від гравця потрібно пройти десять ігрових зон («Wave Ocean», «Dusty Desert», «White Acropolis», «Crisis City», «Flame Core», «Radical Train», «Tropical Jungle», «Kingdom Valley», «Aquatic Base» і «End of the World»), кожна з яких заповнена різними ворогами-роботами та поплічниками Соляріса. Сонік і Шедоу можуть атакувати ворогів за допомогою прийому homing attack (самонавідні атаки) або ударом у стрибку, а Сільвер може знищувати своїх суперників за допомогою телекінезу. Під час проходження персонаж збирає золоті кільця, які є захистом від ворогів, а при зборі 100 штук дають додаткове життя. Якщо гравцеві буде завдано шкоди, він втратить всі кільця, без яких головний герой гине при повторному попаданні з боку лиходія. Кільця, що випали після отримання шкоди, можна зібрати, але тільки протягом короткого часу. Також на рівнях гравець може збирати різні бонуси, наприклад додаткове життя або тимчасову невразливість. Наприкінці кожного рівня йде підрахунок очок і присуджується ранг (оцінка). За проходження гравця нагороджують медалями та додатковими кільцями. Найгірший ранг — «D», найкращий — «S». Після проходження зон гравець бореться із босом. У версії гри Xbox 360 діє система досягнень.
У кожній історії персонаж переміщатиметься відкритим ігровим світом — «Town Stages». На відміну від «Action Stage», тут відсутні вороги-роботи й рідко трапляються кільця. У місті можна спілкуватися з неігровими персонажами, досліджувати місцевість, і проходити необов'язкові місії, щоб заробити кільця, які можна витратити на спеціальні прийоми своїх персонажів у спеціальних магазинах. Як і в етапах, в «Town Stages» можна збирати медалі, щоб розблокувати додаткові акти.
Крім поодинокої гри, Sonic the Hedgehog підтримує мультиплеєр до двох гравців з використанням технології розділеного екрана. У багатокористувацькій грі всього два режими — «Tag» і «Battle». Перший є кооперативною грою, де персонажі разом проходять рівень із метою отримати Ізумруд Хаосу. Життя гравці ділять навпіл, і гра закінчується або починається знову після смерті одного з героїв. У другому режимі персонажі вже змагаються один з одним. Переможцем стає той, хто прийшов до фінішу першим. Також для гри було випущено низку різноманітного додаткового контенту (DLC). До нього входять режим «Hard» (складніший режим), важче проходження гри, «Boss Attack», де персонажу дозволяють битися з усіма босами поспіль, та «Team Attack Amigo», який дозволяє гравцям пройти всю гру за друзів Соніка.

## Сюжет

### Ігровий світ
Подія Sonic the Hedgehog відбувається на планеті, схожій на Землю на «Adventure Fields» (поля пригод). Кожне таке «поле» є нелінійним етапом гри, здебільшого призначений для вирішення загадок, досліджень та просування за сюжетом. «Adventure Fields» пов'язані між собою, й у кожному є по кілька срібних медалей.
Головну роль у сюжеті грає розташоване на воді місто Солеанна (яп. ソレアナ, Сореанна, англ. Soleanna). Територіально населений пункт поділено на три частини. Старе місто є історичним та культурним центром, через нього проходять дрібні канали і в ньому розташовується безліч старовинних будівель та мостів. Завдяки своїй історичній спадщині він приваблює натовп туристів. Тут розташований палац правителів Солеанни. У старому місті щороку проводиться «фестиваль Сонця», де всі жителі та гості міста поклоняються богу Сонця Солярісу і під час заходу запалюється чаша з вогнем. Нове місто забудоване сучасними будинками і є торгово-промисловим центром Солеанни. Є порт, куди заходять судна та яхти. На відміну від старої частини, тут прокладено автомобільні дороги та немає водних каналів. Між Старим та Новим містом розташований ліс.
Місто часто піддається атакам доктора Еґмана, який хоче захопити владу планети. Крім того, у світі, де мешкає Сільвер, Солеанна зруйнована. Однак тимчасовий парадокс запобіг вищеперерахованим несприятливим подіям.

### Персонажі
У Sonic the Hedgehog є три повністю ігрові персонажі, яких потрібно розблокувати в міру проходження гри. Із самого початку відкрито лише історія Соніка, а Шедоу і Сільвер стають доступними після зустрічі із ними на рівнях. З іншого боку, гравець у зонах може контролювати своїх напарників.
- Їжак Сонік (яп. ソニック・ザ・ヘッジホッグ, Сонікку дза Хедзіхоггу, англ. Sonic the Hedgehog) — найшвидший їжак у світі. Рятує правительку Солеанни принцесу Еліс (яп. 公女イリス, Кімідзе Ерісу, англ. Princess Elise) від доктора Еґмана[18]. Союзники Соніка — лис Майлз «Тейлз» Прауер (яп. マイルス・テイル・スパウアー, Майрусу Тейрусу Пауа:, англ. Miles «Tails» Prower) і єхидна Наклз (яп. ナックルズ・ザ・エキドゥナ, Наккурудзу дза Екідуна, англ. Knuckles the Echidna)[21].
- Їжак Шедоу (яп. シャドウ・ザ・ヘッジホッグ, Сядо: дза Хедзіхоггу, англ. Shadow the Hedgehog) — вища форма життя, створена дідом Еґмана на космічній колонії «АРК»[22]. Урядовий агент організації G.U.N. (Guardian Units of Nations). Шедоу потрібно врятувати свою напарницю кажана Руж (яп. ルージュ・ザ・バット, Ру:дзю дза Батто, англ. Rouge the Bat) та знайти Скіпетр Темряви.
- Їжак Сільвер (яп. シルバー・ザ・ヘッジホッグ, Сіруба: дза Хедзіхоггу, англ. Silver the Hedgehog) — їжак білого кольору, що прибув із майбутнього. Рятує свій світ від Ібліса. Допомагають Сільверу кішка Блейз (яп. ブレイズ・ザ・キャット, Бурейдзу дза Кятто, англ. Blaze the Cat) і їжачка Емі Роуз (яп. エミー・ローズ, Кмі: Ро:дзу, англ. Amy Rose)[21].

Головні антагоністами в грі є доктор Еґман (яп. ドクタアエッグマン, Докута: Еггуман, англ. Doctor Eggman) і бог сонця на ім'я Соляріс (яп. ソラリス, Сорарісу, англ. Solaris) Злий учений хоче отримати дорогоцінні камені Ізумруди Хаосу і захопити весь світ, а демон хоче вкинути планету в пітьму і знищити час. Соляріс спочатку існував як полум'я, якому поклонялися усі жителі Солеанни. Герцог Солеанни (яп. ソレアナ王, Сореана О, англ. Duke of Soleanna) створив однойменний проєкт і став проводити експерименти в надії, що вони, використовуючи здібності контролю часу полум'я, допоможуть людству виправити свої минулі гріхи (а також дозволити собі і своїй дочці, принцесі Еліс, побачити покійну матір Еліс знову). Однак під час одного з експериментів монстр розділився на двох демонів = Ібліса (яп. イブリース, Ібурі: су, англ. Iblis), що представляв собою вогонь, і Мефілеса (яп. 闇のメフィレス, Мефіресу, англ. Mephiles) схожого на чорний туман і Шедоу, який пізніше прийняв форму. Мефілес був замкнений в артефакті, відомому як Скіпетр Темряви, а Ібліс був запечатаний у душу Еліс. Після того як Мефілес звільнився, він намагається знову злитися з Іблісом; це йому вдається після вбивства Соніка.

### Історія
У місті Солеанна відкриття «фестивалю Сонця» порушується прибуттям доктора Еґмана, який вимагає від принцеси Еліс віддати йому Смарагд Хаоса. На допомогу приходить їжак Сонік, який тікає разом із Еліс від лиходія. Тим не менше, учений все одно наздоганяє Соніка на своєму кораблі і за допомогою Еґмобіля викрадає принцесу. Але, завдяки їжаку та лису Тейлзу, героїня знову на свободі. У цей же час на базі Еґмана урядові агенти їжак Шедоу і кажан Руж шукають Скіпетр Темряви. Після битви з лікарем скіпетр руйнується, і з нього виходить дим, який набуває форми Шедоу. Представившись як Мефілес, він відправляє героїв у майбутнє, туди вирушає і сам; там демон знаходить їжака Сільвера і кішку Блейз і каже їм, що в загибелі їхнього світу винний синій їжак.
Потрапивши в минуле, Сільвер і Блейз знаходяться далеко один від одного. У Солеанні срібний їжак уперше бачить Соніка і бореться з ним. Після бою Сонік тікає у невідомому напрямку. Сільвер хоче знову помститися синьому їжаку. У пошуках свого суперника гостю з майбутнього допомагає Емі Роуз. Знайшовши Соніка, Сільвер хоче нав'язати бій, та його зупиняє Емі. А тим часом Еґман, скориставшись моментом, знову викрадає принцесу. Сонік, Тейлз і долученний до них єхидна Наклз, збираються йти разом для порятунку Еліс. Лиходій пропонує викуп: віддати йому Ізумруд Хаосу, а в обмін — звільняє героїню з полону. Попри протести своїх друзів, синій їжак віддає камінь Еґману, але він відправляє команду в майбутнє. Шедоу і Руж знаходять робота E-123 Омега і потім разом із Соніком, Тейлзом та Наклзом за допомогою двох Смарагдів переносять себе в теперішнє. Після збору кількох каменів Шедоу дізнається від Мефілеса, що в майбутньому Омега ув'язнений за звинуваченням у руйнуванні світу. Їжак вирушає назад у майбутнє і рятує свого друга.
Шедоу, знову повернувшись у теперішній час, знайомиться із Сільвером. Обидва герої вирушають у минуле на десять років тому. Там вони дізнаються про науковий проєкт «Соляріс», який керує герцог Солеанни, який, у свою чергу, є батьком Еліс. Завдяки цьому проєкту з'явилися Ібліс та Мефілес.. Герцог дає Шедоу, Скіпетр Темряви, щоб той запечатав туди Мефілеса, а Сільвер успішно ловить Ібліса і замикає його всередині принцеси. Перш ніж померти від ран, отриманих в результаті інциденту, правитель каже своїй дочці, щоб вона ніколи не плакала, оскільки це звільнить монстра. Поки двоє їжаків перебувають у минулому, Сонік, сьогодні не може досягти корабля Еґмана, всередині якого сидить Еліс. Прибувший Сільвер, допомагає синьому їжакові повернутися назад у часі, щоб врятувати принцесу. Поки Сонік розбирається з вченами, Шедоу, Руж, Омега, Сільвер і Блейз повертаються в майбутнє для знищення демонів. Якщо Мефілеса вдалося швидко перемогти, то задля знищення Ібліса, Блейз пожертвувала своїм життям, запечатавши його у свою душу.
Оговтавшись від поразки Мефілес вбиває Соніка за допомогою кристала з лезом. Еліс плаче, і з неї вивільняється Ібліс. Мефілес поглинає Ібліса, перетворюючись на монстра, відомого як Соляріс. Принцеса відчуває, що синій їжак може бути живий, а Сільвер розуміє, що воскресити персонажа зможуть Смарагди Хаосу. Герої з трьох команд ледь знаходять каміння, і за допомогою їх і поцілунку Еліс відроджують Соніка у його супер-формі. Разом із Шедоу та Сільвером, які теж прийняли свою супер-форму, вони успішно перемагають Соляріса. Після цього Сонік та принцеса повертаються назад, щоб знайти оригінальну форму Солярісу та загасити його. Еліс гасить полум'я, що спричиняє припинення існування Соляріса і, разом з цим, стирає всі події гри Наприкінці знову з'являється «Фестиваль Сонця», лише без нападу Еґмана.

## Розробка та вихід гри
Розробка гри почалася після виходу платформера Billy Hatcher and the Giant Egg у 2003 році. Команда була сформована із японського штату Sonic Team. Керівником Sonic the Hedgehog став дизайнер Сюн Накамура, а продюсером виступив Масахіро Кюмоно. Юдзі Нака, один із творців Соніка, обіймав посаду виконавчого продюсера, але в травні 2006 року він залишив свою посаду і пішов із Sega до своєї створеної компанії Prope. Випуском нового платформера розробники знову перезапустили франшизу, повернувши її «до коріння» епохи Mega Drive. Проєкт створювався як для Xbox 360 і PlayStation 3, але й Wii і Windows. Однак через відмінності архітектури консолей і додаткових витрат версію для Wii довелося відкласти і на її основі потім створили Sonic and the Secret Rings, а порт для Windows з невідомих причин був скасований.
Sonic the Hedgehog стала першою грою серії для консолей сьомого покоління. Рушійом для гри став Havok, який повинен був якомога реалістичніше продемонструвати психокінетичні можливості нового персонажа — їжака Сільвера. Також на вибір рушія вплинув і той факт, що права на технологію RenderWare, яку використовувала Sonic Team у своїх роботах, придбала в 2004 році Electronic Arts і зробила його доступним тільки для своїх дочірніх компаній. Крім того, за словами розробників, новий рушій за допомогою системи глобального освітлення показує більш реалістичну картину світу, в якому живе Сонік зі своїми друзями. Рівень деталізації та опрацювання гри, в порівнянні з іншими частинами серії, значно виріс завдяки апаратним характеристикам приставок. У прототипі програмісти реалізували систему зміни часу доби на рівнях, але ця здатність не потрапила у фінальну версію та була введена лише у Sonic Unleashed. Ігровий процес було вирішено розділити на дві частини та зробити його схожим на Sonic Adventure. Крім поодинокоої гри, команда створила локальний багатокористувацький режим для двох гравців. Sonic Team планувала створити для Sonic the Hedgehog онлайн-мультиплеер та міні-ігри, але через обмежений термін розробки студії довелося відмовитися від цих витівок.
У Sonic the Hedgehog з'явилися два нових персонажі — вищезгадані принцеса Еліс та їжак Сільвер, яких сценаристи хотіли назвати Оліга (англ. Oliga) та Венеція (англ. Venice) відповідно. Еліс у грі відводиться роль «діви в біді» — протягом усієї історії її рятуватиме сам Сонік. Під час створення дизайну Сільвера було створено близько 50 концептів. Крім того, персонажа планували зробити норкою, а як колір тіла персонажа використовувати помаранчевий. Боячись, що норка погано поєднуватиметься з іншими персонажами серії, художники вирішили зробити того їжаком. У фіналі співробітники Sonic Team вибрали як забарвлення відтінок білого, і завдяки йому персонаж отримав своє ім'я — Сільвер, що в перекладі з англійської — срібний. Крім нових героїв, команда вирішила повернути деяких старих персонажів із попередніх частин франшизи, наприклад, кішку Блейз, робота E-123 Омега, їжачку Емі Роуз. Примітно, що для цієї гри художники змінили дизайн Соніка та Еґмана, зробивши їх вищими і стрункішими.
Гра була анонсована 18 травня 2005 року на виставці Electronic Entertainment Expo (E3), де стало відомо, що вона буде ювілейною і вийде на честь 15-річчя серії. На виставках E3 2006, Tokyo Game Show та Games Convention гравці могли пройти демоверсію. До 10 травня 2006 року Sonic the Hedgehog була завершена лише на 40 %. Пізніше демо протягом кількох тижнів поширювалося на сервісі Xbox Live. Після анонсу на Sonic Team чинився великий тиск із боку видавництва Sega, яке хотіло випустити проєкт ближче до Різдва. Щоб укластися у відведений час, розробникам довелося поспішно допрацьовувати гру.
Реліз Sonic the Hedgehog на Xbox 360 відбувся наприкінці 2006 року, а версія для PlayStation 3 вийшла тільки на початку 2007 року. Також у цей час видавництво Prima Games випустило книжки, у яких міститься керівництво та додаткова інформація по грі. 11 серпня 2009 року Sega перевидала свій проєкт у сервісі Xbox Live Marketplace, але у вересні наступного року він був вилучений.

## Саундтрек

Обкладинка музичного альбому Sonic the Hedgehog Vocal Traxx: Several Wills

У створенні музичного супроводу Sonic the Hedgehog брали участь композитори з лейбла Wave Master: Томоя Отані (він же за сумісництвом і звукорежисер), Маріко Намба, Хідеакі Кобаясі, Тайхей Сато, Дзюн Сеноуе, Такахіто Егуті та інші. До команди музикантів приєднався композитор першої гри серії Масато Накамура, щоб перезаписати свою пісню «Sweet Sweet Sweet». Композиції були створені в таких жанрах як класична та електронна музика, синті-поп, техно та рок.
Головною темою Соніка та всієї гри є пісня «His World». Існує три версії даної композиції, які відрізняються за звучанням та виконанням. У двох версіях пісню виконують учасники гурту Zebrahead, а у третій співає Джонні Джіоелі з колективу Crush 40. Музичну тему Сільвера «Dreams of an Absolution» написала Маріко Намба, а виконав Лі Бротертон, більш відомий під псевдонімом Бентлі Джонс. Пісня має «футуристичний» аспект. Лі Бротертон зазначав, що при написанні пісні він керувався тим, що коли хтось почує її текст, він не мав враження, що пісня була написана для персонажа з відеогри. Примітно, що мелодія «Dreams of an Absolution» трохи нагадує музику рівня «Green Hill» із першої гри серії. Бротертон заявив, що він помітив це пізніше і це не було навмисно. Як і у випадку з «His World», існує ремікс на «Dreams of an Absolution», створений Дзюном Сеноуе. Тема їжака Шедоу «All Hail Shadow» була написана і виконана Crush 40, і вже звучала раніше в Shadow the Hedgehog. Остаточну тему, «Sweet Sweet Sweet», виконали разом Міва Йосіда з гурту Dreams Come True та репер Ейкон.
Усього було випущено два музичні альбоми до гри. Перший, Sonic the Hedgehog Vocal Traxx: Several Wills (яп. ソニック・ザ・ヘッジホッグ ヴォーカル・トラックス セヴラル・ウィルス, Сонікку дза Хедзіхоггу Вуокару Тораккусу: Севурару Уірусу), вийшов 10 січня 2007 року і включав шість вокальних композицій. Цього ж дня було видано оригінальний саундтрек гри під назвою Sonic the Hedgehog Original Soundtrack (яп. ソニック・ザ・ヘッジホッグ オリジナルサウンドトラック, Сонікку дза Хедзіхоггу: Орідзінару Саундоторакку). Він складається з 94 композицій та займає три компакт-диски. Саундтрек пізніше був перевиданий у цифровому вигляді в онлайн-магазинах Amazon MP3 та iTunes. Композиції із Sonic the Hedgehog були присутні в альбомах True Blue: The Best of Sonic the Hedgehog (2008), The Best of Crush 40 — Super Sonic Songs (2009), True Colors: The Best of Sonic the Hedgehog Part 2 (2009), Sonic Generations: 20 Years of Sonic Music (2011), History of the 1ST Stage Original Soundtrack White Edition (2011), Sonic the Hedgehog 1&2 Soundtrack (2011), Sonic Generations Original Soundtrack: Blue Blur (2012) та Sonic the Hedgehog 25th Anniversary Selection (2016).
| Sonic the Hedgehog Vocal Traxx: Several Wills | Sonic the Hedgehog Vocal Traxx: Several Wills | Sonic the Hedgehog Vocal Traxx: Several Wills | Sonic the Hedgehog Vocal Traxx: Several Wills | Sonic the Hedgehog Vocal Traxx: Several Wills | Sonic the Hedgehog Vocal Traxx: Several Wills |
| #                                             | Назва                                         | Автор слів                                    | Автор музики                                  | Виконавець                                    | Тривалість                                    |
| --------------------------------------------- | --------------------------------------------- | --------------------------------------------- | --------------------------------------------- | --------------------------------------------- | --------------------------------------------- |
| 1.                                            | «His World»                                   | Алі Табатабаї, Джонні Джіоелі                 | Томоя Отані                                   | Алі Табатабаї и Метті Люїс з Zebrahead        | 4:40                                          |
| 2.                                            | «Dreams of an Absolution»                     | Лі Бротертон                                  | Маріко Намба                                  | Лі Брозертон                                  | 5:18                                          |
| 3.                                            | «All Hail Shadow»                             |                                               | Дзюн Сеноуе, Майк Щутер                       | Crush 40                                      | 4:03                                          |
| 4.                                            | «My Destiny»                                  | Candie Y                                      | Маріко Намба                                  | Донна Де Лорі                                 | 6:10                                          |
| 5.                                            | «His World» (Zebrahead Version)               | Алі Табатабаї, Метті Люїс, Джонні Джіоелі     | Томоя Отані                                   | Zebrahead                                     | 3:32                                          |
| 6.                                            | «Dreams of an Absolution» (LB vs JS Remix)    | Лі Бротертон                                  | Маріко Намба                                  | Лі Брозертон і Дзюн Сеноуе                    | 5:12                                          |
| 7.                                            | «His World» (Crush 40 Version)                | Джонні Джіоелі                                | Томоя Отані                                   | Crush 40                                      | 5:17                                          |

| Sonic the Hedgehog Original Soundtrack. Диск 1 | Sonic the Hedgehog Original Soundtrack. Диск 1          | Sonic the Hedgehog Original Soundtrack. Диск 1 | Sonic the Hedgehog Original Soundtrack. Диск 1 | Sonic the Hedgehog Original Soundtrack. Диск 1 | Sonic the Hedgehog Original Soundtrack. Диск 1 |
| #                                              | Назва                                                   | Автор слів                                     | Автор музики                                   | Виконавець                                     | Тривалість                                     |
| ---------------------------------------------- | ------------------------------------------------------- | ---------------------------------------------- | ---------------------------------------------- | ---------------------------------------------- | ---------------------------------------------- |
| 1.                                             | «His World ~Theme of Sonic the Hedgehog~»               | Алі Табатабаї, Джонні Джіоелі                  | Томоя Отані                                    | Алі Табатабаї и Метті Люїс                     | 4:41                                           |
| 2.                                             | «[Event] The Soleanna Festival»                         |                                                | Маріко Намба                                   |                                                | 0:58                                           |
| 3.                                             | «[Event] Dr. Eggman Appears»                            |                                                | Хідеакі Кобаясі                                |                                                | 1:04                                           |
| 4.                                             | «[Event] Sonic Appears»                                 |                                                | Томоя Отані                                    |                                                | 0:53                                           |
| 5.                                             | «Wave Ocean ~The Water’s Edge~»                         |                                                | Маріко Намба, Томоя Отані                      |                                                | 3:30                                           |
| 6.                                             | «Wave Ocean ~The Inlet~»                                |                                                | Маріко Намба, Томоя Отані                      |                                                | 3:05                                           |
| 7.                                             | «[Event] Memory of Youth»                               |                                                | Маріко Намба                                   |                                                | 0:26                                           |
| 8.                                             | «[Boss] Egg-Cerberus & Egg-Genesis»                     |                                                | Хідеакі Кобаясі                                |                                                | 2:48                                           |
| 9.                                             | «Soleanna Castle Town»                                  |                                                | Маріко Намба                                   |                                                | 2:33                                           |
| 10.                                            | «Dusty Desert ~Quicksand~»                              |                                                | Томоя Отані, Маріко Намба                      |                                                | 3:46                                           |
| 11.                                            | «[Event] Running Through the Plains»                    |                                                | Такахіто Егуті                                 |                                                | 2:24                                           |
| 12.                                            | «[Event] Tension… Silver Appears»                       |                                                | Хідеакі Кобаясі                                |                                                | 0:25                                           |
| 13.                                            | «[Boss] VS. Character»                                  |                                                | Хідеакі Кобаясі                                |                                                | 3:40                                           |
| 14.                                            | «[Event] Eggman Sends Sonic to the Future World»        |                                                | Хідеакі Кобаясі                                |                                                | 1:32                                           |
| 15.                                            | «[Event] The Future World?»                             |                                                | Хідеакі Кобаясі                                |                                                | 0:41                                           |
| 16.                                            | «[Event] Can it be True?»                               |                                                | tai-hey                                        |                                                | 1:35                                           |
| 17.                                            | «[Event] Tension… Silver VS. Shadow»                    |                                                | Хідеакі Кобаясі                                |                                                | 1:07                                           |
| 18.                                            | «[Event] Elise Jumps»                                   |                                                | Хідеакі Кобаясі                                |                                                | 0:36                                           |
| 19.                                            | «Tropical Jungle ~The Jungle ~ The Swamp~»              |                                                | Маріко Намба                                   |                                                | 4:17                                           |
| 20.                                            | «[Event] In the Forest»                                 |                                                | Такахіто Егуті                                 |                                                | 2:15                                           |
| 21.                                            | «[Event] Elise Goes Alone»                              |                                                | Хідеакі Кобаясі                                |                                                | 1:21                                           |
| 22.                                            | «[Event] Eggman’s Plot»                                 |                                                | Хідеакі Кобаясі                                |                                                | 1:48                                           |
| 23.                                            | «Kingdom Valley ~Wind ~ The Castle ~ Lakeside ~ Water~» |                                                | Маріко Намба                                   |                                                | 6:49                                           |
| 24.                                            | «[Event] Out of Control»                                |                                                | tai-hey                                        |                                                | 0:37                                           |
| 25.                                            | «[Event] I Will Change My Destiny»                      |                                                | tai-hey                                        |                                                | 1:33                                           |
| 26.                                            | «[Boss] Egg-Wyvern»                                     |                                                | Хідеакі Кобаясі                                |                                                | 3:36                                           |
| 27.                                            | «Theme of Dr. Eggman ~Full Version~»                    |                                                | Хідеакі Кобаясі                                |                                                | 3:32                                           |
| 28.                                            | «Theme of Sonic the Hedgehog ~2006 E3 Version~»         |                                                | Томоя Отані                                    |                                                | 2:03                                           |
| 29.                                            | «Accordion Song»                                        |                                                | Маріко Намба                                   |                                                | 1:31                                           |
| 65:06                                          |                                                         |                                                |                                                |                                                |                                                |

| Sonic the Hedgehog Original Soundtrack. Диск 2 | Sonic the Hedgehog Original Soundtrack. Диск 2   | Sonic the Hedgehog Original Soundtrack. Диск 2 | Sonic the Hedgehog Original Soundtrack. Диск 2 | Sonic the Hedgehog Original Soundtrack. Диск 2 |
| #                                              | Назва                                            | Автор музики                                   | Виконавець                                     | Тривалість                                     |
| ---------------------------------------------- | ------------------------------------------------ | ---------------------------------------------- | ---------------------------------------------- | ---------------------------------------------- |
| 1.                                             | «All Hail Shadow ~Theme of Shadow the Hedgehog~» | Дзюн Сеноуе, Майк Щутер                        | Crush 40                                       | 4:00                                           |
| 2.                                             | «[Event] Shadow’s Infiltration»                  | Томоя Отані                                    |                                                | 0:33                                           |
| 3.                                             | «White Acropolis ~Snowy Peak~»                   | Маріко Намба                                   |                                                | 3:06                                           |
| 4.                                             | «White Acropolis ~The Base~»                     | Маріко Намба                                   |                                                | 2:52                                           |
| 5.                                             | «[Event] To the Ancient Soleanna Castle»         | Маріко Намба                                   |                                                | 1:02                                           |
| 6.                                             | «Soleanna Forest»                                | Маріко Намба                                   |                                                | 2:08                                           |
| 7.                                             | «[Event] Tension… The Scepter of Darkness»       | Хідеакі Кобаясі                                |                                                | 0:33                                           |
| 8.                                             | «[Event] The Resurrection of Mephiles»           | Хідеакі Кобаясі                                |                                                | 1:24                                           |
| 9.                                             | «[Event] Confirming the Future»                  | Хідеакі Кобаясі                                |                                                | 1:30                                           |
| 10.                                            | «Flame Core ~Volcano~»                           | Томоя Отані                                    |                                                | 3:09                                           |
| 11.                                            | «Flame Core ~The Cavern~»                        | Томоя Отані                                    |                                                | 3:14                                           |
| 12.                                            | «[Event] The Black Shadow»                       | Хідеакі Кобаясі                                |                                                | 0:27                                           |
| 13.                                            | «Tropical Jungle ~The Ruins~»                    | Маріко Намба                                   |                                                | 2:42                                           |
| 14.                                            | «[Event] Mephiles’ Whisper»                      | Хідеакі Кобаясі                                |                                                | 1:36                                           |
| 15.                                            | «[Boss] Mephiles»                                | Хідеакі Кобаясі                                |                                                | 2:49                                           |
| 16.                                            | «Soleanna New City»                              | Томоя Отані                                    |                                                | 2:22                                           |
| 17.                                            | «Radical Train ~The Abandoned Mine~»             | Томоя Отані                                    |                                                | 2:43                                           |
| 18.                                            | «Radical Train ~The Chase~»                      | Томоя Отані                                    |                                                | 2:50                                           |
| 19.                                            | «[Event] The Accident 10 Years Ago»              | tai-hey                                        |                                                | 0:47                                           |
| 20.                                            | «Aquatic Base ~Level 1~»                         | Маріко Намба                                   |                                                | 2:37                                           |
| 21.                                            | «Aquatic Base ~Level 2~»                         | Маріко Намба                                   |                                                | 2:30                                           |
| 22.                                            | «[Event] Leaving the Scepter of Darkness»        | Маріко Намба                                   |                                                | 0:20                                           |
| 23.                                            | «[Event] The Sealing Revealed»                   | tai-hey                                        |                                                | 0:26                                           |
| 24.                                            | «[Event] Determination… Omega’s Confession»      | tai-hey                                        |                                                | 0:20                                           |
| 25.                                            | «[Event] Mephiles’ Temptation»                   | Хідеакі Кобаясі                                |                                                | 1:11                                           |
| 26.                                            | «[Boss] Mephiles Phase 2»                        | Хідеакі Кобаясі                                |                                                | 3:50                                           |
| 27.                                            | «[Event] Showdown with Mephiles»                 | Хідеакі Кобаясі                                |                                                | 1:41                                           |
| 28.                                            | «Result»                                         | Томоя Отані                                    |                                                | 1:40                                           |
| 29.                                            | «Town Mission 1»                                 | Маріко Намба                                   |                                                | 1:11                                           |
| 30.                                            | «Town Mission 2»                                 | Томоя Отані                                    |                                                | 0:53                                           |
| 31.                                            | «Town Mission 3»                                 | Томоя Отані                                    |                                                | 0:48                                           |
| 32.                                            | «Town Mission 4»                                 | Томоя Отані                                    |                                                | 0:51                                           |
| 33.                                            | «[Jingle] Invincible»                            | Томоя Отані                                    |                                                | 0:23                                           |
| 34.                                            | «Mission Clear»                                  | Хідеакі Кобаясі                                |                                                | 0:12                                           |
| 35.                                            | «[Jingle] Town Mission Clear»                    | Сейро Окамото                                  |                                                | 0:10                                           |
| 36.                                            | «Extras»                                         | Маріко Намба                                   |                                                | 2:33                                           |
| 61:23                                          |                                                  |                                                |                                                |                                                |

| Sonic the Hedgehog Original Soundtrack. Диск 3 | Sonic the Hedgehog Original Soundtrack. Диск 3                | Sonic the Hedgehog Original Soundtrack. Диск 3 | Sonic the Hedgehog Original Soundtrack. Диск 3 | Sonic the Hedgehog Original Soundtrack. Диск 3 | Sonic the Hedgehog Original Soundtrack. Диск 3 |
| #                                              | Назва                                                         | Автор слів                                     | Автор музики                                   | Виконавець                                     | Тривалість                                     |
| ---------------------------------------------- | ------------------------------------------------------------- | ---------------------------------------------- | ---------------------------------------------- | ---------------------------------------------- | ---------------------------------------------- |
| 1.                                             | «Dreams of an Absolution ~Theme of Silver the Hedgehog~»      | Лі Брозертон                                   | Маріко Намба                                   | Лі Брозертон                                   | 5:16                                           |
| 2.                                             | «[Event] The Ruined World of the Future»                      |                                                | Маріко Намба                                   |                                                | 0:51                                           |
| 3.                                             | «Crisis City ~The Flames ~ Scyscraper ~ Whirlwind ~ Tornado~» |                                                | Томоя Отані                                    |                                                | 6:51                                           |
| 4.                                             | «[Event] Confrontation with Iblis»                            |                                                | Хідеакі Кобаясі                                |                                                | 0:31                                           |
| 5.                                             | «[Boss] Iblis»                                                |                                                | Хідеакі Кобаясі                                |                                                | 3:11                                           |
| 6.                                             | «[Event] He’s the Iblis Trigger!»                             |                                                | Хідеакі Кобаясі                                |                                                | 1:57                                           |
| 7.                                             | «Dusty Desert ~The Ruins~»                                    |                                                | Томоя Отані, Маріко Намба                      |                                                | 2:53                                           |
| 8.                                             | «[Event] Is it Right…?»                                       |                                                | tai-hey                                        |                                                | 1:10                                           |
| 9.                                             | «[Event] Invasion… Encounter with Amy and Elise»              |                                                | tai-hey                                        |                                                | 0:31                                           |
| 10.                                            | «[Event] Never Cry, No Matter What»                           |                                                | Маріко Намба                                   |                                                | 1:44                                           |
| 11.                                            | «[Event] Determination… Return to the Future»                 |                                                | tai-hey                                        |                                                | 0:42                                           |
| 12.                                            | «[Event] The Last Clash with Iblis»                           |                                                | Хідеакі Кобаясі                                |                                                | 0:20                                           |
| 13.                                            | «[Boss] Iblis Phase 3»                                        |                                                | Хідеакі Кобаясі                                |                                                | 3:45                                           |
| 14.                                            | «[Event] You Are My Companion»                                |                                                | tai-hey                                        |                                                | 1:57                                           |
| 15.                                            | «[Event] Mephiles’ Smile»                                     |                                                | Хідеакі Кобаясі                                |                                                | 0:20                                           |
| 16.                                            | «[Event] Elise’s Tears»                                       |                                                | tai-hey                                        |                                                | 0:54                                           |
| 17.                                            | «[Event] The Villain was Set Free»                            |                                                | Хідеакі Кобаясі                                |                                                | 0:45                                           |
| 18.                                            | «[Event] The Resurrection of Solaris»                         |                                                | Хідеакі Кобаясі                                |                                                | 0:40                                           |
| 19.                                            | «[Event] The Time-Space Rift»                                 |                                                | Хідеакі Кобаясі                                |                                                | 4:13                                           |
| 20.                                            | «End of the World»                                            |                                                | Томоя Отані                                    |                                                | 5:21                                           |
| 21.                                            | «[Event] Wishing Upon the Chaos Emeralds»                     |                                                | Хідеакі Кобаясі                                |                                                | 2:31                                           |
| 22.                                            | «[Boss] Solaris Phase 1»                                      |                                                | Хідеакі Кобаясі                                |                                                | 3:27                                           |
| 23.                                            | «[Boss] Solaris Phase 2»                                      |                                                | Томоя Отані                                    |                                                | 3:01                                           |
| 24.                                            | «[Event] Solaris Destroyed»                                   |                                                | Томоя Отані                                    |                                                | 0:40                                           |
| 25.                                            | «[Event] The Flame of Hope»                                   |                                                | Маріко Намба                                   |                                                | 1:15                                           |
| 26.                                            | «[Event] Just Smile»                                          |                                                | Маріко Намба                                   |                                                | 1:29                                           |
| 27.                                            | «[Event] Parade: Past Memories»                               |                                                | Такахіто Егуті                                 |                                                | 1:52                                           |
| 28.                                            | «My Destiny ~Theme of Elise~»                                 | Candie Y                                       | Маріко Намба                                   | Донна Де Лорі                                  | 6:10                                           |
| 29.                                            | «My Destiny ~Theme of Elise~» (Karaoke Version)               |                                                |                                                |                                                | 6:10                                           |
| 70:22                                          |                                                               |                                                |                                                |                                                |                                                |

## Озвучування
В англійській версії на додаток до акторів дубляжу 4Kids Entertainment, одного з персонажів (принцесу Еліс) озвучила актриса Лейсі Шебер, яка за збігом є фанатом Соніка. Це перша гра серії, у озвучуванні якої брав участь голлівудський актор. Персонажі японською мовою були озвучені тими самими сейю, що й у попередніх іграх серії, починаючи з Sonic Adventure.
Версії гри для PlayStation 3 та Xbox 360 мають обидві версії озвучування, разом із субтитрами. Щоб змінити озвучування, на Xbox 360 треба змінити мову в системному меню Xbox Dashboard, а на PlayStation 3 аналогічна функція здійснюється у мовних опціях консолі.
| Персонаж                                | Японський актор озвучування     | Англійський актор озвучування |
| --------------------------------------- | ------------------------------- | ----------------------------- |
| Їжак Сонік                              | Дзюн'їті Канемару               | Джейсон Гріффіт               |
| Їжак Шедоу                              | Кодзі Юса                       | Джейсон Гріффіт               |
| Їжак Сільвер                            | Оно Дайсуке                     | Піт Капелла                   |
| Принцеса Еліс                           | Сакамото Маая                   | Лейсі Шебер                   |
| Доктор Еґман                            | Чікао Оцука                     | Майк Поллок                   |
| Оповідач                                | Кендзі Уцумі                    | Майк Поллок                   |
| Майлз «Тейлз» Прауер                    | Ре Хірохасі                     | Емі Пелент                    |
| Кішка Блейз                             | Нао Такаморі                    | Еріка Шредер                  |
| Єхидна Наклз                            | Нобутосі Канна                  | Ден Грін                      |
| Мефілес                                 | Такаюкі Саказуме                | Ден Грін                      |
| Наукові співробітники проєкту «Солярис» | Кейдзін Окуда Йосікадзу Кадзума | Ден Грін                      |
| Кажан Руж                               | Румі Отіай                      | Карен Лін Текетт              |
| Емі Роуз                                | Таеко Кавата                    | Ліза Ортіс                    |
| E-123 Омега                             | Тайтен Кусунокі                 | Медді Блауштейн               |
| Герцог Солеанни                         | Кендзі Уцумі                    | Девід Віллс                   |
| Комунікатор G.U.N.                      | Кейдзін Окуда                   | Девід Віллс                   |
| Служанки                                | Хікарі Йоно                     | Емі Пелент Ліза Ортіс         |
| Примітки: 1. 2. 3. 4.                   |                                 |                               |

## Критика
| Агрегатор    | Оцінка  | Оцінка  |
| Агрегатор    | PS3     | X360    |
| ------------ | ------- | ------- |
| GameRankings | 46,12 % | 48,74 % |
| Metacritic   | 43/100  | 46/100  |

| Видання                      | Оцінка  | Оцінка  |
| Видання                      | PS3     | X360    |
| ---------------------------- | ------- | ------- |
| 1Up.com                      |         | C       |
| AllGame                      | [ 86 ]  | [ 87 ]  |
| Edge                         |         | 3/10    |
| Electronic Gaming Monthly    |         | 4/10    |
| Eurogamer                    |         | 2/10    |
| Famitsu                      | 29/40   | 30/40   |
| G4                           |         | 1/5     |
| Game Informer                | 6,75/10 | 6,75/10 |
| GamePro                      |         | [ 6 ]   |
| GameSpot                     | 4,2/10  | 4,4/10  |
| GameSpy                      |         | [ 15 ]  |
| GamesRadar+                  | 4/10    | 4/10    |
| GameTrailers                 | 4,6/10  | 4,6/10  |
| GameZone                     |         | 4,5/10  |
| IGN                          | 4,2/10  | 4,8/10  |
| Official Xbox Magazine (США) |         | 4,5/10  |
| PALGN                        |         | 3/10    |
| Play                         | 5,5/10  | 8,5/10  |
| TeamXbox                     |         | 6/10    |
| VideoGamer.com               | 3/10    | 3/10    |
| Страна игр                   | 4,5/10  | 4,5/10  |

Після виходу гра отримала переважно негативні відгуки від преси. Багато сайтів та журналів назвали Sonic the Hedgehog найгіршою грою всіх часів. За даними сайту Metacritic, середня оцінка гри становить 46 балів для Xbox 360 та 42 бали для PlayStation 3. Статистика опублікована на GameRankings така — 48,74 % для Xbox 360 і 46,12 % для PlayStation 3. Незважаючи на негативні відгуки, проєкту супроводжував комерційний успіх. До 2014 року по всьому світу було продано два мільйони екземплярів гри.
Більшість журналістів розкритикували гру за довгі завантаження, систему камер, незручне керування та графічні недоробки. Хуан Кастро з IGN у своєму огляді писав, що Sonic the Hedgehog пропонує кілька хороших ідей та жменьку захоплюючих моментів, але нічого з цього не допомагає грі відновитися після «катастрофічних втрат» в управлінні. Представник журналу «Країна ігор» заявив, що проблеми з контролем пов'язані насамперед із віртуальною камерою. Якщо проходити рівні за Соніка і Шедоу ще можна, то «спроба взяти під крило інших може закінчитися нервовим зривом». Про проблеми з камерою докладніше писав представник GameSpot Джеф Герстманн. Вона може дати гарний вигляд, але в деяких місцях може зненацька поміняти кут огляду. Через проблеми неможливо проходити гру далі і настає розчарування, тому що камера, разом з керуванням, посилає Соніка та його друзів у прірву. Кількість життів мало, а можливість зберігатися є лише у місті, а щоб потрапити туди, необхідно довго чекати на завантаження гри. Деякі критики висунули припущення, що Sonic Team просто поспіхом створювала свій проєкт і в результаті не впоралася зі своїми поставленими завданнями.
Негативні відгуки отримали сюжет гри та нові персонажі — їжак Сільвер та принцеса Еліс. Журналіст із GameTrailers назвав історію «смішною» і додав, що цікавіші фанфіки можна почитати в Інтернеті. Герстман розчарувався в персонажах гри, більшість з яких, за його словами, не дуже цікаві. З цією думкою погодилися і в Eurogamer. Представники сайту GamesRadar розкритикували роман між Соніком і Еліс. Сцену поцілунку їжака і людини вони назвали «химерною», і додали, «справжня любов ще не була такою огидною». Позитивно історію гри оцінив Браян Вор із журналу Game Informer. На його думку, сюжет спочатку здається безглуздим, але врешті-решт він стає цікавішим завдяки подорожам у часі, пафосу та командній перемозі над злом.
Візуальна складова гри була неоднозначно оцінена пресою. У журналі «Країна ігор» розробників Sonic the Hedgehog похвалили за величезні та різноманітні рівні, цікаві битви з босами, декорації. Окремо в огляді були відзначені відеоролики, які, за словами рецензента з ніком «RedCat», не соромно показати навіть в офісі Square Enix. Герсманн і Кастро позитивно оцінили анімацію персонажів та текстури гри, проте у версії для PlayStation 3 спостерігається зниження якості текстур та кадрової частоти. Головними недоліками проєкту більшість сайтів та журналів порахували відкритий ігровий світ та численні місії. Місто не відчувається живим навіть з десятком неігрових персонажів (NPC), які повторюють ту саму інформацію для персонажів, а місії не розкривають історію і потребують явного доопрацювання. Крім того, масло у вогонь підливає і той факт, що можливість зберігатися у грі доступна лише у місті.
Здебільшого позитивно критики оцінили музичний супровід до гри. «Мелодії та ефекти звучать добре, але вони не запам'ятовуються», — пише Кастро. Така думка була у Герстмана, який вважав, що мелодії, крім голоаної теми, нічим особливим не виділяются. Позитивний відгук про роботу композиторів залишив рецензент з GameZone, хоч трохи покритикував композиції за їх невелику повторюваність.

### Вплив
Після публікацій оглядів, більшість із яких були негативними, Sonic Team визнала свої помилки. За словами дизайнера Едзіро Огави, на результат вплинуло кілька важливих факторів: по-перше, команда хотіла встигнути випустити гру до Різдва, тому їм довелося поспішати, а по-друге, їм довелося робити дві версії одночасно — для PlayStation 3 та Xbox 360. Крім того, студія зазнавала серйозного тиску і в результаті не впоралася з поставленим завданням. Невдача змусила компанію переглянути основну концепцію серії. У подальших роботах Sonic Team, таких як Sonic Unleashed і Sonic Colors, був створений абсолютно новий ігровий процес, практично не схожий на той, що був у Sonic the Hedgehog 2006 року.
Незважаючи на подальше ігнорування розробниками подій Sonic the Hedgehog, рівень «Crisis City» був відтворений наново у проєкті Sonic Generations, присвячений 20-річчю їжака Соніка. Також їжак Сільвер, дебют якого відбувся у грі 2006 року, згодом з'явився у наступних іграх та коміксах Sonic the Hedgehog від Archie Comics. Колекційні картки з персонажами з Sonic the Hedgehog 2006 присутні в грі Sonic Rivals 2.